# Apocalyptic Doom
Apocalyptic Doom – czwarty album studyjny polskiej grupy muzycznej Thunderbolt. Wydawnictwo ukazało się 19 lutego 2007 roku nakładem wytwórni muzycznej Agonia Records. Nagrania zostały zarejestrowane w 2006 roku w lubelskim Hendrix Studio we współpracy z Arkadiuszem "Maltą" Malczewskim. Mastering kompozycji w Q Studio wykonał Tomasz "Horn" Rozek.

## Lista utworów
Opracowano na podstawie materiału źródłowego.
1. "The Omen / Apocalyptic Doom" (sł. Necrosodom, muz. Necrosodom) - 07:40
2. "Occult Gateway of Hell" (sł. Aryman, muz. Necrosodom) - 05:35
3. "Infernal Redemption" (sł. T. Nefas, muz. Paimon) - 04:05
4. "Unity With Thousand Names" (sł. Necrosodom, muz. Paimon) - 05:26
5. "Spadnie Śmiertelny Cios..." (sł. Necrosodom, muz. Necrosodom) - 06:07
6. "The Inner Beast" (sł. Necrosodom, muz. Paimon) - 05:47
7. "Scumslaughter" (sł. Taipan, muz. Paimon) - 04:58
8. "The Mark of Cain" (sł. Aryman, muz. Necrosodom) - 07:21
9. "Beyond The End of Time" (sł. Necrosodom, muz. Paimon) - 07:44
10. "Damned Ones Anthem" - 05:09 (bonus na płycie winylowej)

## Twórcy
Opracowano na podstawie materiału źródłowego.
| - Marek "Necrosodom" Lechowski - wokal, gitara rytmiczna, gitara prowadząca - Błażej "Paimon" Adamczuk - gitara rytmiczna, gitara prowadząca - Triumphator - gitara basowa - Paweł "Stormblast" Pietrzak - perkusja | - Arkadiusz "Malta" Malczewski - realizacja, produkcja, miksowanie - Tomasz "Horn" Rozek - mastering - Christophe Szpajdel - logo - Mgła - oprawa graficzna, koncepcja |